# Cantó de Rosheim
El cantó de Rosheim (alsacià  Kanton Ruuse) és una antiga divisió administrativa francesa que estava situada al departament del Baix Rin i a la regió del Gran Est.
Al 2015 va desaparèixer i el seu territori va passar a formar part del cantó de Molsheim.

## Composició
El cantó de Rosheim aplega 9 comunes :
| Nom alsacià   | Nom francès             | Nom alemany   |
| Bísche        | Bischoffsheim           | Bischoffsheim |
| Bersch        | Bœrsch                  | Börsch        |
| Grandelbrüech | Grendelbruch            | Grendelbruch  |
| Griese        | Griesheim-près-Molsheim | Griesheim     |
| Mollkírich    | Mollkirch               | Mollkirch     |
| Ottrott       | Ottrott                 | Ottrott       |
| Rosewiller    | Rosenwiller             | Rosenweiler   |
| Ruuse         | Rosheim                 | Rosheim       |
| Sant Nawer    | Saint-Nabor             | Sankt Nabor   |

## Història
| Data d'elecció | Identitat          | Partit | Qualitat |
| -------------- | ------------------ | ------ | -------- |
| 1988-          | Alphonse Troestler | UMP    |          |